# فويرينة
فويرينة (الاسم العلمي: Fuirena)، جنس نباتات من فصيلة السعدية. وتعرف بسم الأعشاب المظلية أو سعادى مظلية. وهي ذات توزيع عالمي، وخاصة في المناطق الاستوائية والمناطق المعتدلة. سُمي الجنس على الطبيب الدنماركي وعالم النبات جورج فيرين (يورغن فورنيوس)، 1581-1628.